# Còccix
En els éssers humans i altres primats sense cua (grans primats), l'os còccix (del llatí coccyx, i aquest del grec κόκκυξ, que vol dir "cucut", per la seva semblança amb el bec del cucut), també anomenat carpó, és un os curt, imparell, central i simètric, compost per quatre o cinc peces soldades (vèrtebres coccigeals) en forma de triangle, amb base, vèrtex, dues cares laterals i dues vores.
Es troba sota el sacre, amb el qual s'articula i al que continua per formar l'última peça òssia de la columna vertebral. Serveix de suport per a molts lligaments i músculs.
La cara pelviana del còccix és còncava i força llisa. La cara dorsal posseeix apòfisis articulars rudimentàries. La Co1 és la més gran i ampla de totes les vèrtebres coccigeals. Les seves apòfisis transverses curtes es comuniquen amb l'os sacre, i les seves apòfisis articulars rudimentàries formen les astes del còccix, que s'articulen amb les corresponents del sacre. Les tres últimes vèrtebres coccigeals solen fusionar-se durant les etapes intermèdies de la vida. Amb la vellesa, la Co1 sol unir-se amb el sacre i les vèrtebres coccigeals restants es fonen en un sol os.